# 木更津市立木更津第一小学校
木更津市立木更津第一小学校（きさらづしりつ きさらづだいいちしょうがっこう）は、千葉県木更津市にある公立小学校。

## 沿革
- 1873年 - 吾妻小学校、木更津北小学校（光明寺）、木更津南小学校（證誠寺）が設置される。
- 1877年 - 木更津北小学校と木更津南小学校が合併し、木更津小学校が設立される。
- 1878年 - 木更津小学校から君津小学校へ改称。
- 1887年 - 君津尋常小学校へ改称。
- 1894年 - 木更津尋常小学校へ改称。
- 1922年 - 学制50周年記念事業として文集『きさらつ』を創刊。
- 1941年 - 木更津尋常小学校から木更津第一国民小学校へ改称。
- 1942年 - 市制施行により木更津市が発足。
- 1947年 - 学制改革により木更津市立木更津第一小学校へ改称。
- 1957年 - 週5日の完全給食を実施。
- 1965年 - 校旗・校章を制定。
- 1973年 - 創立100周年記念式典を挙行。
- 1975年 - 水泳プール完成。
- 1983年 - 校内テレビ放送開始。

## 通学区域
木更津市の富士見、吾妻、大和、中里、中央、東中央などの一部を学区とする。学区内の公立中学校は木更津市立木更津第一中学校である。
- 富士見1丁目・2丁目・3丁目、中央1丁目・2丁目・3丁目、新宿、吾妻、吾妻1丁目・2丁目、朝日1丁目・2丁目（1番）、木更津、木更津1丁目・2丁目・3丁目、東中央1丁目・2丁目・3丁目、大和1丁目・2丁目・3丁目、中里（一部）、中里1丁目

## 交通アクセス
- JR内房線・久留里線 木更津駅 - 南へ徒歩約5分。